# Robert McNair Wilson
Pour les articles homonymes, voir Robert Wilson et Wilson.
Robert McNair Wilson (1882-1963) est un médecin, historien écossais et, sous le pseudonyme de Anthony Wynne, un auteur de roman policier.

## Biographie
Il est né en 1882 à Glasgow où il fait ses études de médecine. Diplômé à la fois en médecine générale et en chirurgie, il se spécialise ensuite en cardiologie. Il installe son cabinet dans le quartier de Hampstead, à Londres. Wilson est l'auteur de diverses publications à caractère scientifique et d'une biographie du médecin Sir James Mackenzie (en), dont il fut l'assistant et le disciple.
On lui doit également divers ouvrages ou articles sur les questions économiques et financières, dans lesquels il prend vivement à partie le système bancaire.
Parallèlement, il se passionne pour l'histoire de la Révolution française, du Consulat et de l'Empire. Il a publié des ouvrages en anglais sur Napoléon, Joséphine, Madame Tallien, le roi de Rome, sur les femmes dans la Révolution  française, dont certains ont été traduits en français.
Il a écrit près de trente romans policiers sous le pseudonyme d'Anthony Wynne, où apparaît le docteur Eustace Hailey, psychiatre et détective amateur.

## Œuvre

### Ouvrages historiques
- Lord Northcliffe, a study (1927)
- Napoleon, the Man (1928)
- Josephine, the Portrait of a woman (1930)
- Germaine de Staël, the Woman of Affairs (1931)
- Madame de Staël, high priestless of Love (1931) Publié en français sous le titre Germaine de Staël et ses amis, 1766-1817, trad. par G. Roth, Paris, Payot, 1934
- King of Rome (1932)
- Monarchy and Money Power (1933)
- Napoleon's Love Story (Napoleon and Marie Walewska) (1933)
- Napoleon's Mother (1933)
- Napoleon, the portrait of a King (1937)
- The Gipsy-Queen of Paris; being the story of Madame Tallien by whom Robespierre fell (1938) Publié en français sous le titre La Belle Tallien, ambassadrice de la finance internationale, trad. par Alain de La Falaise, préface de Robert Aron, Paris, Éditions de la Nouvelle Critique, 1939
- Women of the French Revolution (1970), essai posthume

### Essais polémistes
- Promise to Pay; an inquiry into the principles ans practice of the latter-day magic called sometimes high finance (1934)
- Young Man's Money; a financial study of the last ten years (1934)
- Mind of Napoleon; a study of Napoleon, Mr Roosevelt, and the money power (1934)
- Witness of Science, being letters to my sons about the Christian Faith (1942)

### Romans policiers signés Anthony Wynne
- The Mystery of the Evil Eye ou The Sign of Evil (1925) Publié en français sous le titre La Pupille sanglante, Paris, Librairie des Champs-Élysées, Le Masque no 99, 1931
- The Double-Thirteen Mystery ou The Double Thirteen (1926)
- The Horseman of Death (1927)
- The Mystery of the Ashes (1927)
- Sinners Go Secretly (1927), recueil de nouvelles
- The Dagger (1928)
- Red Scar (1928)
- The Fourth Finger (1929)
- The Room with the Iron Shutters (1929)
- The Blue Vesuvius (1930)
- The Yellow Crystal (1930)
- Murder of a Lady ou The Silver Scale Mystery (1931)
- The Silver Arrow ou The White Arrow (1931)
- The Case of the Green Knife ou The Green Knife (1932)
- The Case of the Red-Haired Girl ou The Cotswold Case (1932)
- Murder in Thin Air (1932)
- The Case of the Gold Coins (1933)
- The Loving Cup ou Death Out of the Night (1933)
- Death of a Banker (1934)
- The Holbein Mystery ou The Red Lady (1935)
- The Toll-House Murder (1935) Publié en français sous le titre Le Coup de poignard mystérieux, Paris, Éditions Rouff, coll. « La Clé » no 3, 1938
- Death of a Golfer ou Murder in the Morning (1937)
- Death of a King ou Murder Calls Dr Hailey (1938)
- Door Nails Never Die (1939)
- The House on the Hard (1940)
- Emergency Exit (1941)
- Murder in a Church (1942)
- Death of a Shadow (1950)

## Sources
- Jacques Baudou et Jean-Jacques Schleret, Le Vrai Visage du Masque, vol. 1, Paris, Futuropolis, 1984, 476 p. (OCLC 311506692), p. 472.